# Smaragdesthes
Smaragdesthes je rod pomenších afrických zlatohlávků s protáhlým tělem, kteří dorůstají délky 15–25 mm. Samci nemají výrazný roh na čelním štítku. Tělo většinou v různých odstínech zelené, s opalizujícími odlesky. Celkem sedm druhů vyskytujících se v subsaharské Africe na jih až po Jihoafrickou republiku. Nejrozšířenějším druhem je Smaragdesthes africana, u něhož je rozlišováno množství poddruhů lišících se barvou, velikostí a tečkováním krovek. Některé poddruhy (ssp. africana, ssp. oertzeni, ssp. smaragdina) jsou běžně odchovávány. Vývoj je u tohoto zlatohlávka relativně rychlý.